# Naturschutzgebiet Hockenstein
Das Naturschutzgebiet Hockenstein mit einer Flächengröße von 7,6 ha lag südöstlich von Remblinghausen und ein Kilometer östlich von Höringhausen im Stadtgebiet Meschede. Das Gebiet wurde 1994 mit dem Landschaftsplan Meschede durch den Hochsauerlandkreis als Naturschutzgebiet (NSG) ausgewiesen. Seit 2020 gehören die noch erhaltenden Buchenaltholzbereiche am Piepenbruchsiepen zum Naturschutzgebiet Piepenbruchsiepen.

## Gebietsbeschreibung
Beim NSG handelte es sich um den westexponierten Hang des 692 m ü. NN hohen Hockensteins mit einem alten Rotbuchenwald samt Felsgruppen und einem Kerbtal mit Sickerquellen. Einzelnen Felsen besitzen eine maximale Höhe von 4 m und waren flechtenreich. Unmittelbar unterhalb des Bergkammes tritt ein langgestrecktes Felsband zutage. 1994 war vereinzelt stehendes und liegendes Totholz, örtlich von Baumschwämmen besiedelt, im NSG. Die Krautschicht ist besonders am Unterhang und in der Nähe von Feuchtstellen deckungsreich. Eine große Fläche war schon 1994 von einem Kahlschlag geprägt. Die Sohle des Kerbtales wird bestimmt durch ein mit Steinblöcken und Steinplatten geprägtes Bachbett und großflächigen Sickerquellezonen. Eine große Fläche nahm schon 1994 eine Fichten-Aufforstung im Osten ein. Im NSG kamen seltene Tier- und Pflanzenarten vor.
Durch weitere Kahlschläge verlor der Großteil der Fläche seinen Naturschutzwert, obwohl es unter den gesetzlichen Biotopschutz nach § 20 c BNatSchG (heute § 30) fiel. 2020 wurde deshalb nur ein kleiner Bereich in das neue Naturschutzgebiet Piepenbruchsiepen integriert.

## Schutzzweck
Wie alle Naturschutzgebieten im Landschaftsplangebiet wurde das NSG „zur Erhaltung von Lebensgemeinschaften oder Lebensstätten bestimmter wildlebender Pflanzen und wildlebender Tierarten, aus wissenschaftlichen, naturgeschichtlichen, landeskundlichen oder erdgeschichtlichen Gründen oder wegen der Seltenheit, besonderen Eigenart oder hervorragenden Schönheit einer Fläche oder eines Landschaftsbestandteils“ als NSG ausgewiesen.
Zum Schutzzweck speziell des NSG führte der Landschaftsplan 1994, neben den normalen Schutzzwecken für alle NSG im Landschaftsplangebiet, auf: „Erhaltung eines Buchenwaldes im Altholzstadium und eines Kerbtales mit Quellen als wertvoller Lebensraum für Tiere und Pflanzen; geowissenschaftlich bedeutsames natürliches Gesteinsbiotop; wertvoll für Höhlenbrüter; Gebiet fällt unter § 20 c BNatSchG.“